# Ludwin (gmina)
Ludwin (hist. gmina Łęczna) – gmina wiejska w województwie lubelskim, w powiecie łęczyńskim. W latach 1975–1998 gmina położona była w województwie lubelskim. Stanowi część aglomeracji lubelskiej Stanowi część aglomeracji lubelskiej zgodnie z koncepcją P. Swianiewicza i U. Klimskiej.
Siedziba gminy to Ludwin.
Według danych z 30 czerwca 2004 gminę zamieszkiwało 4981 osób, zaś w 2018 już 5584.

## Ochrona przyrody
Na obszarze gminy znajduje się rezerwat przyrody Jezioro Brzeziczno chroniący zbiorowiska roślinności wodnej i torfowiskowej.

## Struktura powierzchni
Według danych z roku 2002 gmina Ludwin ma obszar 120,51 km², w tym:
- użytki rolne: 70%
- użytki leśne: 14%

Z kolei według danych z roku 2018 gmina zajmuje powierzchnię 122,2 km².
Gmina stanowi 19,2% powierzchni i zamieszkuje ją 9,7% ludności powiatu.

## Demografia

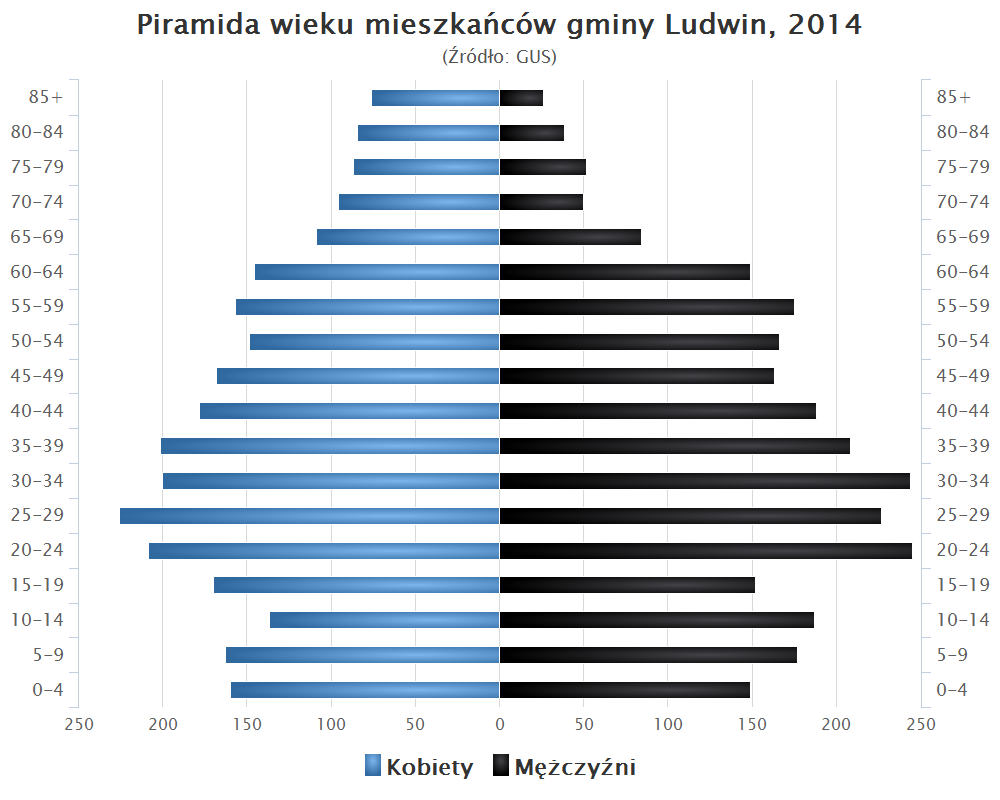
Piramida wieku mieszkańców gminy Ludwin w 2014 roku

Dane z 30 czerwca 2004:
| Opis                              | Ogółem | Ogółem | Kobiety | Kobiety | Mężczyźni | Mężczyźni |
| --------------------------------- | ------ | ------ | ------- | ------- | --------- | --------- |
| jednostka                         | osób   | %      | osób    | %       | osób      | %         |
| populacja                         | 4981   | 100    | 2425    | 48,7    | 2556      | 51,3      |
| gęstość zaludnienia (mieszk./km²) | 41,3   | 41,3   | 20,1    | 20,1    | 21,2      | 21,2      |

## Budżet
| Rok:                       | 2005          | 2006          | 2007          |
| Dochody wykonane:          | 11.098.212 zł | 10.391.383 zł | 10.808.918 zł |
| Wydatki wykonane:          | 11.349.480 zł | 11.493.783 zł | 11.225.944 zł |
| w tym odsetki od kredytów: | 111.173 zł    | 76.327 zł     | 160.192 zł    |
| Zadłużenie na koniec roku: | 2.160.657 zł  | 3.041.904 zł  | 3.267.388 zł  |

## Historia
Gmina Ludwin w wieku XIX należała do sądu gminnego okręgu IV w Zezulinie, stacja pocztowa w Łęcznej, obszar gminy wynosi 25314 morg, ludność 4288 (1867 r.). W skład gminy wchodzą: Dratów, Godziębów folwark, Grądy, Kaniwola, Karolin, Krzczeń osada Ludwin, Łysy grąd, Piaseczno, Rospłucie, Podzamcze, Skarbin, Stasin, Stara-Wieś, Szczecin, Witaniew, Zezulin, Ziółków.
W 1901 r. osadnicy niemieccy założyli kolonie: Dratowski Las I, II i III.
Według spisu z roku 1921 nazwę Ludwin posiadał folwark, wieś i kolonia. Ludwin wieś i kolonia odnotowano w 1952 r.
W 1928 r. gmina Ludwin zajmowała 24 068 mórg, w tym 17 381 mórg stanowiła ziemia orna,  4 100- łąki i pastwiska, 1 002 - nieużytków, 591 - lasy, zaś 326 stanowiły pokłady torfu. Gmina była słynna z pszczelarstwa- na jej terenie znajdowało się 722 ule, z czego 256 należących do większych gospodarstw.
W gminie nie znajdowały się wówczas żadne zabytki architektoniczne i historyczne.
Na terenie gminy panowała różnorodność religijna- w Rogóźnie znajdował się kościół rzymskokatolicki (istnieje do dzisiaj, pw. św. Wawrzyńca), w kol. Zezulin "A"- dom modlitwy baptystów, w koloniach Kobyłki i Rozpłucze (ob. Rozpłucie) domy modlitwy ewangelicko-augsburskie, zaś w Dratowie, istniejąca do dzisiaj, cerkiew prawosławna pw. św. Mikołaja.
Budynki przemysłowe w gminie w 1928 r.:
- 1 młyn motorowy (Rozkopaczów);
- 2 młyny wodne (Ziółków i folw. Podzamcze);
- 8 wiatraków;
- 3 olejarnie (Zezulin i kol. Zezulin "A");

Liczba rzemieślników wedle zawodu w 1928 r.:

- 17 cieśli;
- 15 kowali;
- 9 szewców;
- 6 murarzy;
- 6 kołodziejów;
- 3 krawców;
- 3 koszykarzy;
- 2 bednarzy;
- 1 rymarz;
- 1 tkacz;
- 1 ślusarz.

Łącznie było ich 61. Stan przemysłu i rękodzielnictwa określano jako średni. Handel (sklepy z artykułami pierwszej potrzeby) był równo podzielony między ludność polską a żydowską.
Liczba mieszkańców wynosiła 9 776.
Ówczesny podział administracyjny:

1. Rozkopaczów - ob. gm. Ostrów Lubelski.
2. Dratów
3. Krzczeń
4. Witaniów - ob. gm. Łęczna.
5. Ziółków - ob. gm. Spiczyn.
6. Wólka Nowa - ob. gm. Spiczyn.
7. Zezulin
8. Kaniwola
9. Ludwin
10. Wólka Stara - ob. gm. Ostrów Lubelski.
11. Starawieś (pisownia oryginalna) [Stara Wieś] - ob. gm. Łęczna.
12. Grondy (pisownia oryginalna)
13. Rudka Kijańska - ob. gm. Ostrów Lubelski.
14. Posiołek Łęczna
15. Kol. Czarnylas [Czarny Las]
16. Kol. Dratów nr 3 cz. I
17. Kol. Dratów nr 3 cz. II
18. Kol. Godziembów
19. Kol. Grondy [Grądy]
20. Kol. Kociowa Góra [Kocia Góra]
21. Kol. Kobyłki
22. Kol. Ostrówek
23. Kol. Piaseczno
24. Kol. Karolin - ob. gm. Łęczna.
25. Kol. Rozpłucie "A"
26. Kol. Rozpłucie Grabów
27. Kol. Radzic nr 1
28. Kol. Radzic nr 2
29. Kol. Ludwin
30. Kol. Łukcze
31. Kol. Przymuszew
32. Kol. Rogóźno
33. Kol. Uciekajka
34. Kol. Zezulin "A"
35. Kol. Zezulin "B"
36. Kol. Żydowszczyzna - ob. obrzeża Kaniwoli, przy drodze na Nadrybie Ukazowe
37. Kol. Żóraw
38. Kol. Rudka Kijańska - ob. gm. Ostrów Lubelski.
39. Folw. Ludwin
40. Folw. Ludwinek
41. Folw. Podzamcze - ob. gm. Łęczna.

## Edukacja

### Szkoły w Gminie Ludwin

#### Istniejące obecnie
- Zespół Szkół nr 1 w Ludwinie[9], w skład którego wchodzą: Szkoła Podstawowa im. Zgrupowania Partyzanckiego "Jeszcze Polska nie zginęła",  oraz Przedszkole Publiczne (d. Zbiorcza Szkoła Gminna w Ludwinie);
- Szkoła Podstawowa im. ks. Jana Twardowskiego w Zezulinie[10];
- Szkoła Podstawowa im. Marii Konopnickiej w Piasecznie[11] (od 1945, d. Zbiorcza Szkoła Gminna w Piasecznie);
- Szkoła Podstawowa im. Jana Brzechwy w Dratowie[12], istniała już przed 1906 rokiem;
- Gimnazjum Publiczne w Ludwinie[13];
- Zespół Szkół w Ludwinie[14], w skład którego wchodzą:  Technikum,  Liceum Ogólnokształcące,  Zasadnicza Szkoła Zawodowa,  Liceum Ogólnokształcące dla Dorosłych,  Szkoła Policealna,  oraz Szkoła Policealna dla Dorosłych.

#### Szkoły zlikwidowane
- Szkoła Podstawowa w Kobyłkach (do 1974 r.)[15];
- Szkoła Podstawowa w Dratowie-Kolonii;
- Szkoła Podstawowa w Dąbrowie (do lat 40.);
- Szkoła Podstawowa w Jagodnie (filia piaseczyńskiej, zlikwidowana w latach 90 );
- Szkoła Podstawowa w Rozpłuciu I (do 1955 r., potem filia piaseczyńskiej), później znajdowała się tu poczta i siedziba Gromadzkiej Rady Narodowej.
- Szkoła Podstawowa w Rogóźnie (filia piaseczyńskiej od lat 60.);
- Szkoła Przysposobienia Rolniczego w Ludwinie (1966-1972)[16];
- Zasadnicza Szkoła Rolnicza w Ludwinie (1972-?);
- Wieczorowe Technikum Rolnicze dla Pracujących (1977-?);
- Liceum Rolnicze w Ludwinie (1990-1999);
- Zespół Szkół Rolniczych w Ludwinie (1991-2003);
- Liceum Agrobiznesu w Ludwinie (1997-?).

## Kultura
Kulturą w gminie Ludwin zajmują się statutowo gminne jednostki organizacyjne:
- Gminna Biblioteka Publiczna im. Andrzeja Łuczeńczyka w Ludwinie[17];
- Gminne Centrum Kultury i Sportu w Ludwinie[18].

Odbywają się cyklicznie święta i imprezy okolicznościowe, takie jak:
- Dni Zezulina[19];
- Ludwin- Przystań Smaku i Kultury - Święto Chleba i Makaronu z Ludwina[20][21] (dawniej Święto Chleba i Makaronu z Ludwina)[22].
- Tłusty Czwartek[23];
- Pożegnanie Lata[24];
- Wyścig kolarski "Polne Kryterium Kolarskie o Grono Jarzębiny"[25] (od 2000 r.).
- Dożynki gminne (w 2018 r. powiatowe)[26]

## Transport
Przez Gminę przechodzą następujące drogi wojewódzkie:
- Droga wojewódzka nr 820, stanowiąca główną oś transportu centralnej i wschodniej części gminy,
- Droga wojewódzka nr 813

Transport pasażerski realizowanym jest przez prywatnych przewoźników mikrobusowych- Gmina posiada połączenia z Lublinem, Łęczną, Ostrowem Lubelskim, a także  z Sosnowicą. Niestety, liczba połączeń cały czas maleje.

## Wójtowie Gminy Ludwin
- ? - 1918: Ludwik Puszczyk, aresztowany w 1918 r. przez władze austro-węgierskie[27]
- 1918 - 1926: Józef Bakun, pierwszy Wójt Gminy Ludwin po odzyskaniu niepodległości, w 1926 r. zamordowany.
- N.N.
- 1939 - 1944: Andrzej Sadowy[15][28] z nadania niemieckiego, za morderstwa na ludności cywilnej skazany w 1947 r. na karę śmierci, wyrok wykonano[28].
- N.N.
- 1990 - 2010: Zygmunt M. Ogórek[29]
- 2010 - ... : Andrzej M. Chabros[30]

## Sołectwa
W Gminie Ludwin znajduje się 21 sołectw, są to:
Czarny Las, Kaniwola, Piaseczno, Rozpłucie Pierwsze, Rozpłucie Drugie, Jagodno, Rogóźno, Ludwin, Ludwin-Kolonia, Grądy, Zezulin Drugi, Zezulin Pierwszy, Zezulin Niższy, Radzic Stary, Kocia Góra, Dąbrowa, Dratów, Kobyłki, Uciekajka, Krzczeń, Dratów Kolonia.
Wieś bez statusu sołectwa to Godziembów.

## Sąsiednie gminy
Cyców, Łęczna, Ostrów Lubelski, Puchaczów, Sosnowica, Spiczyn, Urszulin, Uścimów